# Volby do Národního shromáždění Francouzské republiky 1993
Volby do Národního shromáždění Francouzské republiky 1993 se konaly 21. a 28. března.
V prvním kole hlasovalo 68,91 procent oprávněných voličů, v druhém kole 67,55 procent.

## Výsledky

### Výsledky podle stran
| Strana                                                                                               | Hlasy v 1. kole | %      | Hlasy ve 2. kole | %      | Mandáty |
| --- | --------------- | ------ | ---------------- | ------ | ------- |
| Sdružení pro republiku, Rassemblement pour la République                                             | 5.032.496       | 20,08  | 5.741.629        | 46.37  | 242     |
| Svaz pro francouzskou demokracii, Union pour la démocratie française                                 | 4.731.013       | 18,71  | 5.178.039        | 26,14  | 207     |
| Pravicoví nestraníci, Divers Droite                                                                  | 1.118.032       | 4,46   | 588.455          | 2,97   | 36      |
| Socialistická strana, Parti socialiste                                                               | 4.415.495       | 17,61  | 6.143.179        | 31,01  | 53      |
| Francouzská komunistická strana, tzv. Parti communiste français                                      | 2.331.339       | 9,30   | 951.213          | 4,80   | 24      |
| Levicoví nestraníci – Radikální strana levice, tzv. Divers gauche - Mouvement des radicaux de gauche | 693.945         | 2,77   | -                | -      | 14      |
| Zelení, Les Verts                                                                                    | 1.022.196       | 4,08   | 37.491           | 0,19   | 0       |
| Ekologická generace, Géneration écologie                                                             | 917.228         | 3,66   | -                | -      | 0       |
| Nová Ekologie, Nouvelle Écologie                                                                     | 635.244         | 2,53   | -                | -      | 0       |
| Ecologists                                                                                           | 141.645         | 0,57   | -                | -      | 0       |
| Národní fronta, Front national                                                                       | 3.152.543       | 12,58  | 1.168.160        | 5,90   | 1       |
| Krajní levice, Ligue communiste révolutionnaire & Lutte ouvrière                                     | 423.282         | 1,69   | -                | -      | 0       |
| Nestraníci Miscellaneous                                                                             | 329.275         | 1,31   | -                | -      | 0       |
| Nacionalistická pravice a Euroskeptici Nationalist right and Eurosceptics                            | 70.920          | 0,28   | -                | -      | 0       |
| Krajní pravice                                                                                       | 35.411          | 0.14   | -                | -      | 0       |
| Regionalisté a separatisté                                                                           | 35.411          | 0,14   | -                | -      | 0       |
| Celkem                                                                                               | 25.378.158      | 100.00 | 20.616.533       | 100.00 | 577     |

### Složení Národního shromáždění

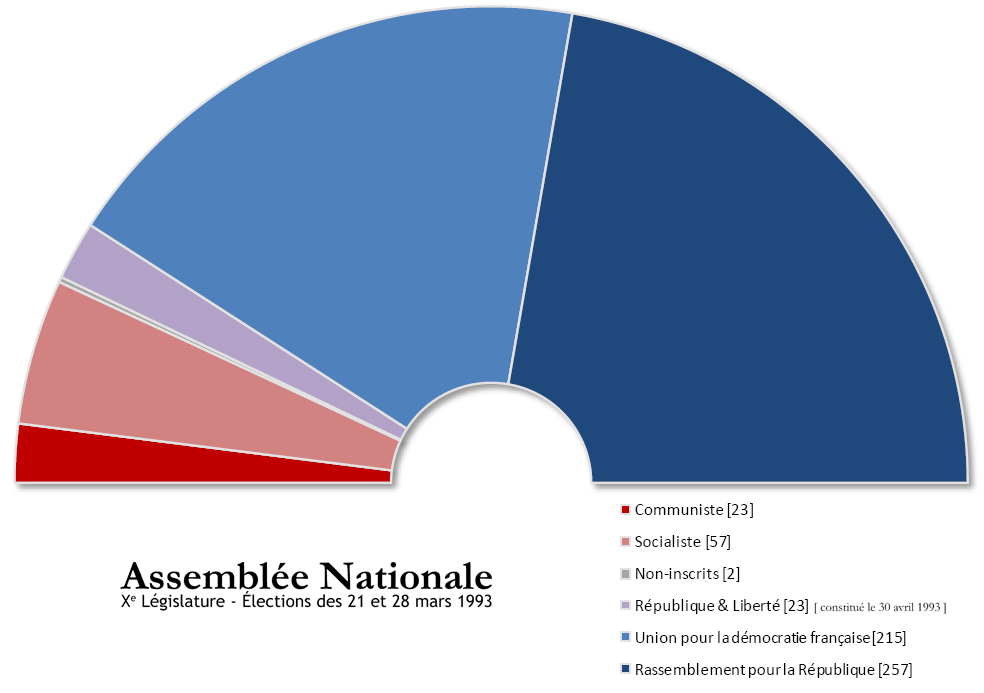
Grafické znázornění Národního shromážděn podle poslaneckých klubů

| Skupina                                | Členové | Související | Celkový | %     |
| -------------------------------------- | ------- | ----------- | ------- | ----- |
| RPR                                    | 245     | 12          | 257     | 44,54 |
| UDF (Unie pro francouzskou demokracii) | 213     | 2           | 215     | 37,26 |
| Socialiste                             | 52      | 5           | 57      | 9,88  |
| République et liberté                  | 23      | 0           | 23      | 3,99  |
| Communiste                             | 22      | 1           | 23      | 3,99  |
| Nezařazení                             | 2       | -           | 2       | 0,35  |